# معركة مونتي كاسينو
كانت معركة مونتي كاسينو (المعروفة أيضًا باسم المعركة من أجل (السيطرة على) روما والمعركة من أجل (السيطرة على) كاسينو) عبارة عن سلسلة من أربع حملات هجومية مُكلفة قام بها الحلفاء ضد خط غوستاف (خط الشتاء) في إيطاليا، المنشئ من قبل قوات المحور أثناء الحملة الإيطالية للحرب العالمية الثانية. كانت النية صنع اختراق للوصول إلى روما.
في بداية عام 1944، كان النصف الغربي من خط غوستاف يُدعم من قبل الألمان الذين يملكون وديان رابيدو-غاري، وليري، وغاريليانو وبعض قمم الجبال والتلال المحيطة بها. معًا، شكلت هذه الخصائص خط غوستاف. أُسس مونتي كاسينو، وهو دير تاريخي يقع على قمة تل في عام 529 بعد الميلاد، من قبل بندكت النيرسي، مُشرفًا على بلدة كاسينو القريبة ومداخل وديان ليري ورابيدو. لم يحتله الألمان بسبب وقوعه في منطقة تاريخية محمية، على الرغم من أنهم شغلوا بعض المواقع في المنحدرات الشديدة أسفل جدران الدير.
تسببت هجمات المدفعية الدقيقة المتكررة على قوات هجوم الحلفاء في استنتاج قادتهم أن الدير كان يستخدم من قبل الألمان على أقل تقدير كمركز مراقبة. تصاعدت المخاوف إلى جانب الإصابات وعلى الرغم من عدم وجود أدلة واضحة، فقد وُضع كهدف للتدمير. في 15 فبراير، أسقطت قاذفات القنابل الأمريكية 1400 طن من المتفجرات شديدة الانفجار، ما تسبب في أضرار واسعة النطاق. فشلت الغارة في تحقيق هدفها، حيث احتلت القوات المظلية الألمانية الركام وأنشأت مواقع دفاعية ممتازة وسط الأنقاض.
بين 17 يناير و18 مايو، هُوجمت دفاعات مونتي كاسينو وجوستاف أربع مرات من قبل قوات الحلفاء. في 16 مايو، شن جنود من الفيلق البولندي الثاني واحدة من الهجمات النهائية على الموقع الدفاعي الألماني كجزء من هجوم مكون من عشرين فرقة على جبهة بطول عشرين ميل. في 18 مايو، رُفع العلم البولندي متبوعًا بعلم الاتحاد البريطاني فوق الأنقاض. بعد هذا الانتصار للحلفاء، انهار خط سنغر الألماني في 25 مايو. طُرد المدافعون الألمان أخيرًا من مواقعهم، ولكن مقابل ثمن باهظ. أسفر القبض على مونتي كاسينو عن 55 ألف ضحية لقوات الحلفاء، وكانت الخسائر الألمانية أقل بكثير، والتي تقدر بحوالي 20 ألف قتيل وجريح.

## الخلفية
تبع إنزال قوات الحلفاء في إيطاليا في سبتمبر 1943 من قبل جيشين من جيوش الحلفاء، بعد فترة وجيزة من غزو الحلفاء لصقلية في يوليو، بقيادة الجنرال السير هارولد ألكسندر، رئيس أركان مجموعة الجيش الخامسة عشرة (أعيد تسميتها إلى جيوش الحلفاء في إيطاليا)، تقدمًا شماليًا على جبهتين، واحدة على كل جانب من سلسلة الجبال المركزية التي تشكل «العمود الفقري» لإيطاليا. على الجبهة الغربية، انتقل الجيش الأمريكي الخامس، بقيادة الفريق مارك وين كلارك، الذي عانى من خسائر فادحة للغاية أثناء الغزو الأساسي في ساليرنو (التي أطلق عليها اسم عملية أفالانش) في سبتمبر، من القاعدة الرئيسية لنابولي إلى الأعلى من «الجزمة» الإيطالية وعلى الجبهة الشرقية تقدم الجيش الثامن البريطاني، بقيادة الجنرال السير برنارد مونتغمري، حتى ساحل البحر الادرياتيكي.
حقق جيش كلارك الخامس تقدمًا بطيئًا في مواجهة التضاريس الصعبة والطقس الرطب والدفاعات الألمانية الماهرة (المحنكة). كان الألمان يقاتلون من سلسلة من المواضع المصممة لإلحاق أكبر قدر من الضرر، ثم التراجع لكسب الوقت لبناء مواقع دفاعية لخط غوستاف جنوب العاصمة الإيطالية روما. بُرهن أن التخمينات الأصلية بسقوط روما بحلول أكتوبر 1943 كانت تفاؤلية للغاية.
على الرغم من اختراق الخط الدفاعي الألماني في الجهة الشرقية من جبهة البحر الأدرياتيكي واستيلاء الفرقة الكندية الأولى على أورتونا، فإن التقدم قد توقف مع بداية العاصفة الثلجية الشتوية في نهاية ديسمبر، ما أدى إلى استحالة الدعم الجوي المباشر وحركته في التضاريس الوعرة. وهكذا استُبعد الطريق المؤدي إلى روما من الشرق باستخدام الطريق 5 كخيار صالح تاركًا الطرق من نابولي إلى روما، أي الطرق السريعة 6 و7، الخيارات الوحيدة الممكنة؛ يسري الطريق السريع 7 (الطريق الروماني القديم المعروف بطريق أبيا) على طول الساحل الغربي ولكن جنوب روما يصل إلى سبخات (مستنقعات) بونتين، التي غمرها الألمان بالمياه.
يمر الطريق السريع 6 عبر وادي ليري، الذي يشرف على مدخله الجنوبي التلة الصخرية الوعرة مونتيكاسينو فوق بلدة كاسينو. سمحت إمكانية الرصد الممتازة من قمم عدة تلال للمدافعين الألمان باكتشاف حركة الحلفاء وتوجيه نيران مدفعية دقيقة للغاية، الذي منع أي تقدم شمالًا. كان نهر رابيدو الذي يتدفق بسرعة يسري عبر خطوط الحلفاء، والذي يرتفع في جبال أبينيني الوسطى، ويتدفق عبر كاسينو (يجتمع مع نهر غاري، والذي كان يُعرف خطأً باسم رابيدو) وعبر مدخل وادي ليري. هناك يجتمع نهر ليري مع نهر غاري ليشكلا نهر غاريليانو، والذي يستمر حتى البحر.
بفضل دفاعاتها الجبلية المحصنة بشدة، وصعوبة عبور أنهارها، ورأس الوادي المغمور بالمياه من قبل الألمان، شكلت كاسينو محورًا أساسيًا لخط غوستاف، وهو الخط الأضخم من ضمن المواقع الدفاعية التي شكلت خط غوستاف.
على الرغم من تفوقه المحتمل كمركز مراقبة، بسبب الأهمية التاريخية للدير البنديكتي الذي يرجع تاريخه إلى القرن الرابع عشر، أمر القائد الألماني في إيطاليا، المارشال ألبرت كسلرنغ، الوحدات الألمانية بعدم إدراجها في مواقعها الدفاعية وأبلغ الفاتيكان والحلفاء بذلك في ديسمبر 1943.
ومع ذلك، أكدت بعض طائرات استطلاع الحلفاء أنهم شاهدوا القوات الألمانية داخل الدير. في حين أن هذا الأمر لا يزال غير مؤكد، فمن الواضح أن الألمان احتلوا الدير بعد تدميره الذي أثبت أنه غطاء أفضل لتحصيناتهم وقواتهم مما كان يمكن لهيكل سليم أن يقدمه.

## المعركة الأولى

### الخطط والتحضيرات
كانت خطة قائد الجيش الخامس، الفريق كلارك، أن يهجم الفيلق إكس البريطاني، بقيادة الفريق ريتشارد ماكريري، على يسار جبهة بطول ثلاثين كيلومتراً (20 ميل)، في 17 يناير 1944، عبر غاريليانو بالقرب من الساحل (فرق المشاة الخامسة والسادسة والخمسين). كانت فرقة المشاة البريطانية 46 ستهجم ليلة 19 يناير عبر نهر غاريليانو تحت نقطة التقائه مع نهر ليري لدعم الهجوم الرئيسي الذي شنه فيلق الولايات المتحدة الثاني، بقيادة اللواء جيوفري كيز، على يمينهم. سيبدأ الزخم الأساسي لفيلق الولايات المتحدة الثاني في 20 يناير مع هجوم فرقة المشاة السادسة والثلاثين للولايات المتحدة عبر نهر غاري المتوسع على بعد خمسة أميال (8 كيلومترات) أسفل مجرى كاسينو. في نفس الوقت، سيواصل فيلق المشاة الفرنسي (سي إي أف)، بقيادة الجنرال ألفونس جوين، تحركه فيما يعرف بـ «اللكمة الخطافية اليمنى (رايت هوك)» نحو مونتي كايرو، مفص خطوط دفاع هتلر وغوستاف. في الحقيقة، لم يعتقد كلارك أن هناك فرصة كبيرة لحدوث اختراق مبكر، لكنه شعر أن الهجمات ستجذب القوات الاحتياطية الألمانية بعيداً عن منطقة روما في الوقت المناسب للهجوم على أنسيو (المسمى حركيا «عملية شينغل») حيث كان فيلق الولايات المتحدة السادس (فرقة المشاة البريطانية الأولى والثالثة للولايات المتحدة، وفريق المظليين القتالي 504، وقوات الصاعقة البرية الأمريكية وقوات الكوماندوز البريطانية، وقيادة القوات «بي» التابعة للفرقة المدرعة الأمريكية الأولى، إلى جانب وحدات الدعم)، تحت قيادة اللواء جون بورتر لوكاس، من المقرر أن يقوم بهبوط برمائي في 22 يناير. كان من المأمول أن تسفر عملية الإنزال على أنسيو، مع الاستفادة من عامل المفاجأة والتحرك السريع نحو الداخل إلى هضاب ألبان، التي تشرف على كلا الطريقين 6 و7، أن تهدد خطوط الإمداد للمدافعين عن خط غوستاف ومواقعهم الخلفية إلى حد تشويشها على القادة الألمان وأن تؤدي لانسحابهم من خط غوستاف إلى مواقع شمال روما. في حين أن هذا (الانسحاب) كان متناغمًا مع التكتيكات الألمانية في الأشهر الثلاثة الماضية، لم تكن استخبارات الحلفاء قد فهمت أن إستراتيجية القتال مع التراجع كانت لغرض وحيد هو توفير الوقت لإعداد خط غوستاف حيث كان الألمان يعتزمون الوقوف بثبات. لذلك كان تقييم الاستخبارات لآفاق تقدم الحلفاء متفائلًا بإفراط.